# Lifta

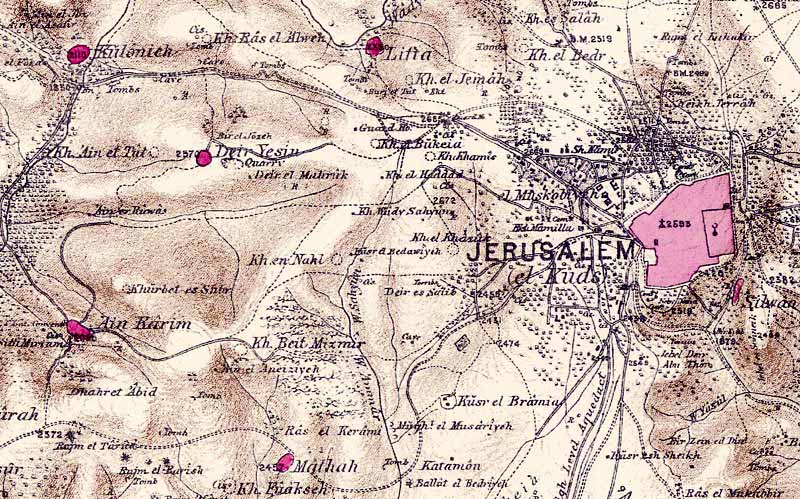
Lifta față de Ierusalim în anii 1870

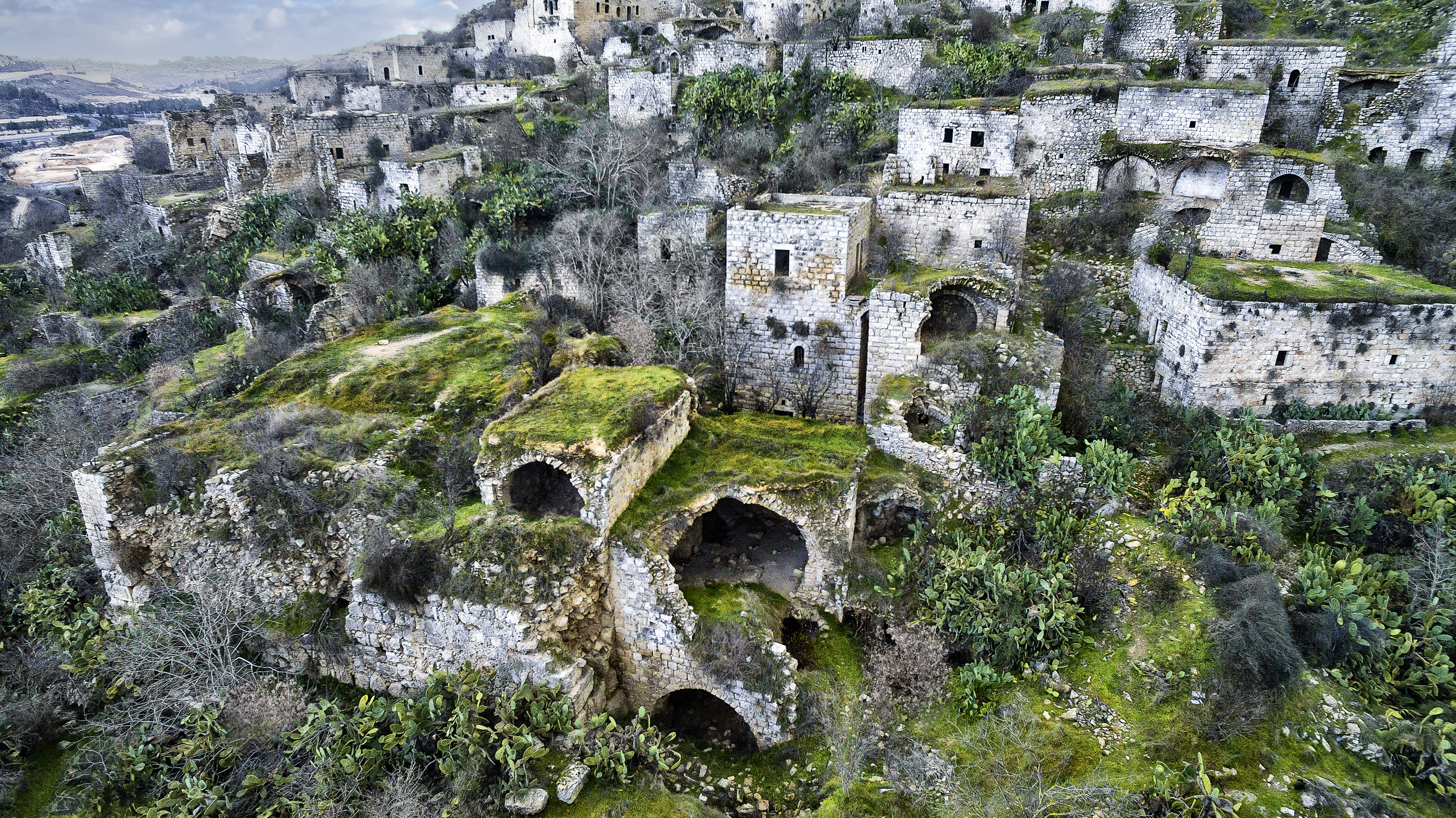
Satul părăsit Lifta

Lifta (în arabă لفتا; în ebraică ליפתא, în ebraică מי נפתוח Mei Neftoach) a fost un sat palestinian de la periferia Ierusalimului, depopulat în timpul primei părți din Războiul arabo-israelian din 1948 („Războiul de independență” al Israelului; ,מלחמת הקוממיות, מלחמת השחרור, מלחמת העצמאות) din Palestina Mandatară. În timpul războiului, după ce palestinienii s-au refugiat din sat, Lifta a găzduit refugiați evrei, iar după război a fost colonizat de familii evreiești. În anii 1969-71, s-au construit acolo o clinică de dezintoxicare a dependenților de droguri și un liceu. 
Satul este situat pe un deal dintre intrarea vestică în Ierusalim și cartierul Romema. În 2012, planuri de construire a unui cartier de lux al Ierusalimului au fost respinse de tribunalul districtual al Ierusalimului. În 2017 ultimii locuitori au părăsit Lifta, iar zona a fost declarată rezervație naturală a Israelului.

## Istoric

### Antichitate
Așezarea a fost populată din cele mai vechi timpuri; „Nephtoah” (în ebraică נפתח, lit. „izvorul trecătorii”) este menționată în Biblia ebraică ca fiind granița dintre triburile israelite ale lui Iuda și Beniamin. Era punctul de demarcație cel mai nordic al teritoriului tribului lui Iuda.
Rămășițe arheologice datând încă din A Doua Epocă a Fierului au fost descoperite pe teritoriul satului.
Romanii și bizantinii numeau așezarea Nephtho, iar cruciații se refereau la ea sub numele de Clepsta. Rămășițele unei curți interioare din perioada cruciaților se păstrează încă în centrul satului.

### Epoca otomană
În 1596, Lifta era un sat al Imperiului Otoman, nahie (subdistrict) a Ierusalimului în cadrul liwei' (districtului) Ierusalimului, și avea o populație de 72 de familii musulmane, o estimare de circa 396 de persoane. Localitatea plătea taxe pe producția de grâu, orz, măsline, livezi de fructe și viță de vie, un total de 4.800 aspri. Tot venitul localității mergea la un waqf.
În 1834, în Lifta a avut loc o bătălie din timpul răscoalei țărănești din acel an. Ibrahim Pașa al Egiptului și armata sa au luptat aici contra rebelilor locali, conduși de șeicul Qasim al-Ahmad, un lider autohton important. Deși învins în luptă, Qasim al-Ahmad și clanul său au rămas puternici și au administrat regiunea aflată la sud-vest de Nablus din satele lor fortificate Deir Istiya și Beit Wazan, situate la circa 40 km nord de Lifta. În 1838, Lifta a fost menționat ca sat musulman situat în regiunea Beni Malik, la vest de Ierusalim.
În 1863, Victor Guérin a descris Lifta ca fiind înconjurată de grădini de lămâi, portocali, curmali, rodii, migdali și caiși. O listă a satelor otomane întocmită în jurul anului 1870 indica 117 de locuințe și o populație de circa 395 de persoane, deși această cifră includea doar bărbații.
Topografia vestului Palestinei, publicată în 1883 de Palestine Exploration Fund, descrie Lifta ca pe un sat aflat pe coama unui deal abrupt și având un izvor și morminte săpate în stâncă în partea de sud.
În 1896, populația Liftei era estimată la circa 966 de persoane.

### Epoca mandatului britanic
În 1917, Lifta s-a predat forțelor britanice cu steaguri albe și, într-un gest simbolic, predarea cheilor satului.
În recensământul efectuat în 1922 în Palestina, Lifta avea o populație de 1.451 de persoane, toate de religie islamică, care a crescut în recensământul din 1931 (când „Cartierul Shneller” a fost inclus în datele Liftei) până la 1.893; 1.844 de musulmani, 35 de evrei și 14 creștini, într-un total de 410 de case.
În timpul tulburărilor din 1929 locuitorii satului au participat activ la jafurile și atacurile împotriva comunităților evreiești vecine.
În the statisticile din 1945 populația Liftei era de 2.250: 2.230 de musulmani și 20 de creștini, iar suprafața totală a satului era de 8.743 de dunami, conform unui recensământ oficial al populației și terenurilor. 3.248 de dunami erau cultivați cu cereale, iar 324 de dunami erau teren construibil (intravilan).
Anterior anului 1948 satul avea un dispensar modern, două cafenele, două magazine de covoare, frizerii, o măcelărie și o moschee.
În timpul războiului civil din 1947–48, Lifta, Romema și Shaykh Badr, situate strategic pe șoseaua care făcea legătura între Ierusalim și Tel-Aviv, au devenit o prioritate strategică pentru trupele evreiești. Satului Lifta i s-a cerut să evacueze femeile și copiii pentru a găzdui o companie militară, iar pe 4 decembrie 1947 unele familii arabe au părăsit localitatea. Spre jumătatea lunii decembrie, miliții neregulate arabe au ocupat poziții în Lifta pentru a apăra localitatea și a hărțui zonele evreiești adiacente. Patrule ale Haganna s-au angajat în schimburi de focuri cu milițiile din sat, în timp ce Irgun și Lehi au acționat mult mai agresiv. Pe 28 decembrie, ca urmare a unor tiruri de mitralieră și a unui atac cu grenadă asupra unei cafenele din Lifta sau Romema care s-au soldat cu șapte morți, și mai multe femei și copii au părăsit satul. La începutul lunii ianuarie Lifta suferea din cauza penuriei de alimente. După ceva vreme un număr de săteni s-a întors acasă, Benny Morris consemnând că „unii, sau majoritatea” au făcut acest lucru. Ulterior, vizitând Lifta, Abd al-Qadir al-Husayni a ordonat ca femeile, copiii și bătrânii să fie evacuați, iar bărbații să rămână. Pe 29 ianuarie un raid al Lehi a distrus trei case din localitate. La începutul lunii februarie satul a fost abandonat de milițiile neregulate. Drept cauză a depopulării satului Benny Morris citează asaltul militar evreiesc asupra așezării. Concomitent cu evenimentele din Lifta, violențe similare au avut loc și în localitatea vecină Romema.
Ilan Pappé scrie în „Purificarea etnică a Palestinei” că Lifta a fost mai întâi atacată de gruparea radicală Lehi, pe 28 decembrie 1947. Militanți ai Lehi au oprit un autobuz arab și au început să tragă la întâmplare în interiorul lui. Pappé afirmă că Înaltul Comandament al Haganah mai întâi a condamnat atentatul, dar ulterior, realizând că acțiunea Lehi a declanșat fuga unora din săteni, a atacat din nou localitatea, pe 11 ianuarie 1948. Hagana a alungat toți locuitorii care mai erau prezenți în sat și a dinamitat majoritatea caselor.

### Statul Israel

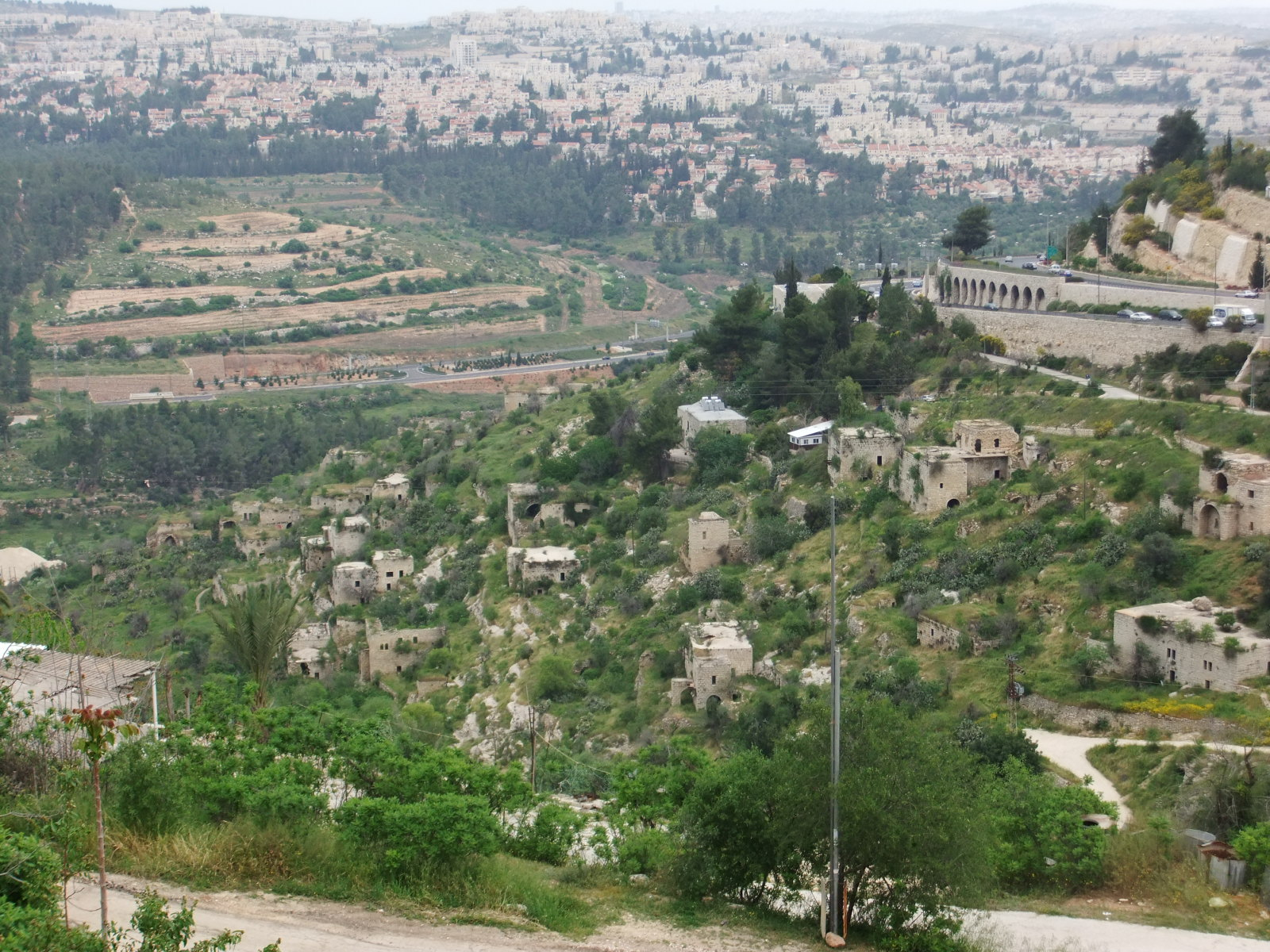
Vedere a Liftei, 2011

Lifta a fost folosit pentru găzduirea refugiaților evrei pe perioada războiului, iar după război Jewish Agency și statul Israel au colonizat acolo imigranți evrei din Yemen și Kurdistan, în total 300 de familii. Cu toate acestea, proprietatea locuințelor nu a fost trecută pe numele lor. Condițiile de viață din Lifta erau dificile, clădirile se găseau în stare precară, drumurile și transportul lăsau mult de dorit, electricitatea, apa curentă și canalizarea lipseau. Țn 1969-71 majoritatea locuitorilor evrei ai Liftei au ales să plece ca parte a unui program compensatoriu oferit de compania Amidar. În acoperișurile clădirilor abandonate au fost perforate găuri care să le facă și mai neospitaliere, astfel încât să nu fie ocupate de intruși. 13 familii care locuiau în zona din sat apropiată de Autostrada 1 și nu sufereau de probleme legate de transport au decis să rămână.
După plecarea locuitorilor evrei, unele clădiri din sat au fost folosite în cadrul unui centru de reabilitare a adolescenților dependenți de droguri, care a fost apoi închis în 2014, iar altele au fost utilizate începând din 1971 de liceul din Lifta, o instituție de educație deschisă relocată în 2004 în Colonia Germană din Ierusalim.
În 1984, una din clădirile abandonate ale satului a fost ocupată de „banda din Lifta”, un grup evreiesc care plănuia să arunce în aer moscheele de pe Muntele Templului și care a fost oprit în zona accesului pe munte cu peste 100 de kilograme de exploziv, grenade de mână și alte arme.
În 2011 au fost anunțate planuri pentru demolarea satului și construcția unui proiect imobiliar consistând din 212 locuințe de lux și un hotel. Foștii locuitori au înaintat o petiție legală care solicita păstrarea satului ca sit istoric. Lifta a fost ultimul sat arab depopulat care nu fusese nici complet distrus, nici repopulat cu evrei. Până în 2011 se publicaseră deja trei cărți despre istoria palestiniană a satului.
În anii 1980, Lifta a fost declarat rezervație naturală municipală sub auspiciile Autorității Israeliene pentru Natură și Parcuri. În iunie 2017, ultimii locuitori evrei au părăsit satul ca urmare a unei înțelegeri cu guvernul care recunoștea că ei nu sunt intruși, ci au fost colonizați în Lifta de autoritățile competente.
În iulie 2017, Mei Neftoach a fost declarată rezervație națională a naturii. 55 din cele 450 de case de piatră anterioare anului 1948 încă sunt în picioare.

## Cultură
Lifta era printre cele mai bogate comunități palestiniene din zona Ierusalimului, iar femeile erau cunoscute pentru fine broderii Rochiile de mireasă Thob Ghabani erau țesute în Lifta. Erau realizate din ghabani, un bumbac natural acoperit cu broderii florale din mătase aurită produse la Alep și erau mai strâmte decât alte rochii. Mânecile aveau și ele o formă conică. mânecile, sleeves și bundița rochiei erau împodobite cu inserții de mătase. Miresele își comandau rochiile la Betleem. Femeile căsătorite din Lifta prutau o rochie conică shaṭweh deosebită, care se îmbrăca prin tragere peste cap  Arhivat în 27 septembrie 2007, la Wayback Machine. și care se purta și în Betleem, Ayn Karim, Beit Jala și Beit Sahour.